# مگومی ناکاجیما
مگومی ناکاجیما (انگلیسی: Megumi Nakajima; ۵ ژوئن ۱۹۸۹ – ) خواننده، صداپیشه، و مجری، اهل ژاپن بود.